# Chiesa di Sant'Agostino (Città Sant'Angelo)
La chiesa di Sant'Agostino è un edificio religioso che si trova a Città Sant'Angelo, in provincia di Pescara.

## Storia
Le prime fonti che citano la chiesa di Sant'Agostino sono due diplomi di Roberto d'Angiò del 1314 con il primo dei quali si disponeva la fondazione del convento di Santa Maria, mentre con il secondo si donava della chiesa ai Padri Agostiniani.
Della chiesa medievale originale non resta più nulla, dato che venne completamente trasformata nel 1789 da Francesco di Sio, centralizzando l'originaria struttura longitudinale con la realizzazione di due campate rettangolari disposte in senso ortogonale rispetto all'asse longitudinale. La copertura di queste due campate è a calotta ellittica e sono unite da due archi raddoppiati.

## Architettura
La facciata, situata sul lato lungo e progettata nel 1798 dall'architetto dello Stato Pontificio Santino Capitani, è preceduta da una lunga scalinata in pietra. Su questa, nel 1974, è stata installata un'opera temporanea di Franco Summa dal titolo Un arcobaleno in fondo alla via. L'edificio è suddiviso da quattro lesene ed una trabeazione con cornice aggettante. In corrispondenza della porta si trova una nicchia che ospita la statua di Sant'Agostino, vescovo di Ippona.

## Interni
L’interno della chiesa è a navata unica. Alle pareti sono presenti quattro altari ornati di stucchi e di bassorilievi realizzati da Alessandro Terzani da Como.
Sono presenti anche dipinti di età barocca, come La Cintura di Giacinto Ranalli del 1672 e i dipinti di San Nicola, San Tommaso e La Sacra Famiglia realizzati nel 1796 dal Brizii di Teramo.
All’interno della chiesa è ospitato anche un organo del 1795 realizzato da Adriano Fedri di Venezia, al quale si accede tramite una scalinata in legno aggiunta nel 1845. L’organo è realizzato da una cassa di legno bianco intagliata dall'ebanista Venanzo de Tollis, autore anche dei due confessionali.